# Club Sport Guayaquil
Club Sport Guayaquil fue un club deportivo originario de la ciudad de Guayaquil en Ecuador fundado en 1899. Es considerado el club que dio nacimiento al deporte moderno ecuatoriano por ser el primero en haberse dedicado a las disciplinas deportivas de fútbol, cricket, tenis, botes, béisbol, halterofilia, baloncesto, boxeo, entre otros.
El Club fue fundado por jóvenes guayaquileños que habían hecho sus estudios en Inglaterra y Francia. Inspirados por las primeras ediciones de los Juegos Olímpicos modernos y por el auge de las federaciones deportivas internacionales, decidieron dar luz a un club cuyo objetivo sea proporcionar a los socios diferentes recreaciones cuya práctica en el país era poca o nula.
Fue consistente triunfador en varias disciplinas hasta su desaparición en 1915.

## Historia
Durante los últimos años del siglo XIX en Ecuador se dio el Segundo Auge Cacaotero provocando grandes ganancias en los dueños de las haciendas de cacao. Este auge económico provocó que los herederos de los dueños de las haciendas tengan suficiente dinero para poder estudiar en Universidades Europeas, destacando las Universidades de Francia e Inglaterra. Es de este grupo de estudiantes que surgiría el germen para la fundación del club.
La práctica del deporte era muy limitada en Ecuador hasta finales del siglo XIX y el fútbol era desconocido en el país. El guayaquileño Juan Alfredo Wright, y su hermano Roberto, quienes residían en Inglaterra y luego formaron parte del club peruano Unión Cricket de Lima, volvieron a Guayaquil a mediados de 1899, con lo cual se incentivó a varios jóvenes aficionados a la práctica del fútbol en el país.
El 23 de abril de 1899 se fundó oficialmente el Club Sport Guayaquil, siendo el primer club de fútbol de Ecuador. El 28 de enero de 1900 se registraron los primeros partidos a nivel amateur, entre grupos de aficionados. Los campeonatos amateurs no oficiales iban en aumento, y para el año 1908 el C.S. Guayaquil ganó la "Copa Chile" y la "Copa Municipal".
El club empezó sus actividades en la Plazuela de la Soledad, actual parque San Agustín, hasta que en un acto de gran sensibilidad el presidente Eloy Alfaro gestionó ante la autoridad municipal la habilitación de un campo club adecuado en el actual parque España.

## Fútbol
Durante los primeros años del fútbol en el país no existían torneos organizados y todos los partidos jugados fueron amistoso organizados entre los clubes. Siguiendo la creación de C.S. Guayaquil surgió el Club Sport Ecuador en 1902, siendo este el primer club de dedicación exclusiva al fútbol; posteriormente en 1905 nacieron los clubes 24 de Mayo, Abdón Calderón, Universitario y Santiago.

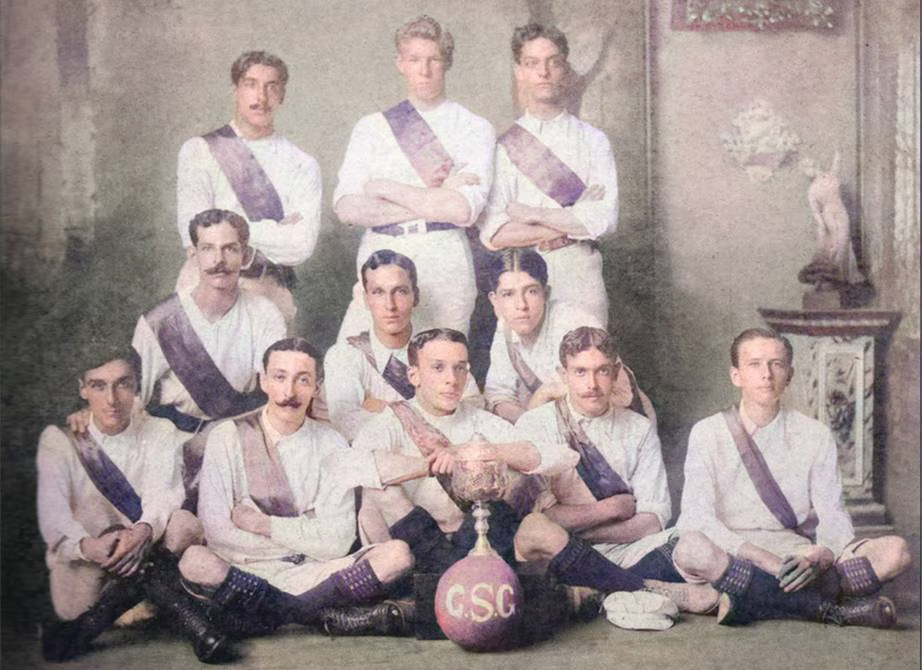
Equipo de fútbol del Club Sport Guayaquil en 1910

### Primer torneo de fútbol
En 1908 Manuel Seminario Sáenz de Tejada funda la Fedenador, resurgiendo el interés deportístico en la ciudad de Guayaquil aumentando la cantidad de voluntarios para participar en clubes deportivos. 
Para festejar la independencia de Chile, Seminario organizó el 18 de septiembre de 1908 el primer campeonato de fútbol del que se tenga noticia, jugado en la entonces llamada Plaza Abdón Calderón, hoy parque de La Victoria. C.S. Guayaquil participó pero el ganador fue el equipo de la Asociación de Empleados.
El 6 de mayo de 1911 se fundó la llamada Liga Deportiva Guayaquil, primera entidad multideportiva que se creaba en el país, gracias al visionario entusiasmo de Manuel Seminario, Ernesto Arroba, Alejo Madinyá, Juan Alfredo Wright, Julio Básconez, Eduardo Puig Arosemena y otros deportistas. El 25 de junio de 1911, con la intervención del Club Sport Guayaquil, Chile Foot Ball Club, Club Sport Unión, Club Sport Libertador Bolívar, C.S. Vicente Rocafuerte, C.S. Sucre, C.S. Santiago, C.S. Patria, C.S. Ecuador y otras oncenas, se inició el primer torneo de fútbol de la naciente institución.

### Primer encuentro interprovincial en Ecuador

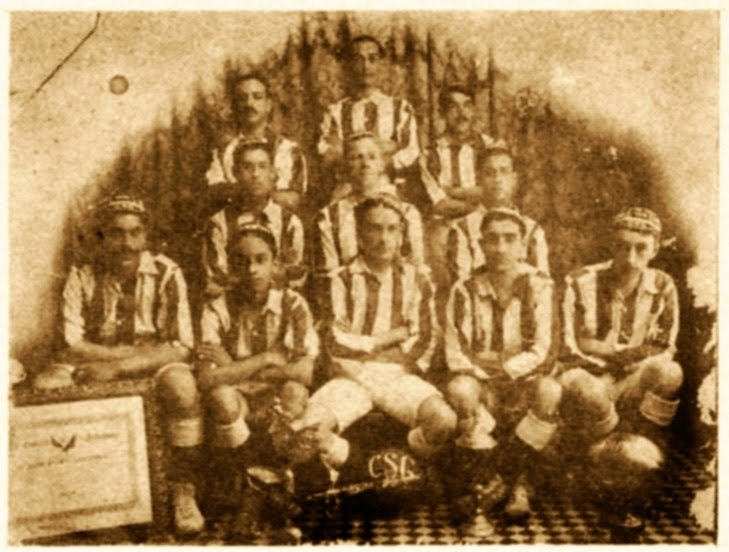
Equipo de fútbol del Club Sport Guayaquil en 1912

En agosto de 1911, Manuel Seminario hizo una invitación para que los equipos de Club Sport Guayaquil y Club Sport Quito se enfrentaran en Riobamba ese mismo año. Esta invitación no prosperó debido a que el equipo guayaquileño no tenían listo el equipo necesario para un compromiso interprovincial. A pesar del fracaso del primer intento, el dirigente deportivo no abandonó la idea y nominó un representante en la capital para que se contactara con los equipos de su ciudad. Las intenciones fructificaron y el diario La Prensa de la capital informó que en mayo de 1912 que el Sport Club Quito, el centro deportivo más antiguo e importante de la capital, se enfrentaría a Sport Club Guayaquil. El partido no pudo pactarse para el mes mayo y se programó para el 10 de agosto. Seminario aprovechó la reprogramación para llamar a Jacinto Reyes Saona mediante cablegrama, Reyes era una de sus estrellas y estaría listo para el partido.
El 10 de agosto de 1912 en la cancha de El Ejido, C.S. Guayaquil se enfrentó a C.S. Quito en el primer partido interprovincial del país. El equipo porteño logró una victoria sobresaliente por 4-0 con la actuación de Martín Dunn Hart y Marco Plaza Sotomator, el primer artillero del fútbol guayaquileño.
| Fecha                | Lugar | Local            | Resultado | Visitante            |
| -------------------- | ----- | ---------------- | --------- | -------------------- |
| 10 de agosto de 1912 | Quito | Club Sport Quito | 0:4       | Club Sport Guayaquil |

La noticia del partido llegó rápidamente a todo el país y para el 13 de agosto, cuando los futbolistas volvían a la ciudad, fueron recibidos con elogios por parte del pueblo guayaquileño con gritos de «¡Viva Guayaquil!». El Club de la Unión acompañó a los vencedores y los invitó a una copa de champaña por el triunfo.
En octubre, durante las fiestas de Guayaquil, el equipo de Club Sport Quito se había hospedado en el Hotel Guayaquil preparándose para un segundo partido. El campo de fútbol ubicado en el antiguo hipódromo de la actual calle Chimborazo empezó a ser invadido desde las 8 de la mañana del 12 de octubre para espectar la gran revancha. Este partido fue dominado por las defensas y el marcador terminó en blanco.
| Fecha                 | Lugar     | Local                | Resultado | Visitante        |
| --------------------- | --------- | -------------------- | --------- | ---------------- |
| 12 de octubre de 1912 | Guayaquil | Club Sport Guayaquil | 0:0       | Club Sport Quito |

## Palmarés

### Torneos amistosos
| Torneos nacionales   |         |                |
| Competición          | Títulos | Subcampeonatos |
| Copa Chile (1/0)     | 1908.   |                |
| Copa Municipal (1/0) | 1908.   |                |

## Nota
Debido a su nombre, Club Sport Guayaquil ha sido confundido con varios clubes creados posteriormente. 
Este club histórico no posee ningún tipo de relación con los siguientes clubes:
- Guayaquil Sporting, fundado en 1922.[10]
- Guayaquil Sport Club (actual Búhos ULVR) fundado en 1970.[10]
- Guayaquil Sporting Club, fundado en 2018.[11]